# Ria-Sirach
Ria-Sirach là một xã trong tỉnh Pyrénées-Orientales, vùng Occitanie phía nam nước Pháp. Xã Ria-Sirach nằm ở khu vực có độ cao trung bình 400mét trên mực nước biển.